# T Lupi
T Lupi är en långsam irreguljär variabel av LB-typ i stjärnbilden Vargen.
Stjärnan har bolometrisk magnitud +11,71 och varierar i amplitud med 0,4 magnituder och en period av 325,999176 dygn.